# Krefelder Fußball-Club Uerdingen 05 1997-1998
Questa voce raccoglie le informazioni riguardanti il Krefelder Fußball-Club Uerdingen 05 nelle competizioni ufficiali della stagione 1997-1998.

## Stagione
Nella stagione 1997-1998 l'Uerdingen, allenato da Jürgen Gelsdorf, concluse il campionato di 2. Bundesliga al 13º posto. In Coppa di Germania l'Uerdingen fu eliminato ai quarti di finale dallo Stoccarda.

## Rosa
| N. |                        | Ruolo | Calciatore           |
| -- | ---------------------- | ----- | -------------------- |
| 1  | Germania (bandiera)    | P     | Alexander Bade       |
| 3  | Croazia (bandiera)     | D     | Robert Nikolic       |
| 4  | Turchia (bandiera)     | D     | Hasan Vural          |
| 5  | Germania (bandiera)    | D     | Jürgen Radschuweit   |
| 6  | Germania (bandiera)    | D     | Uwe Grauer           |
| 7  | Australia (bandiera)   | C     | Robbie Middleby      |
| 8  | Paesi Bassi (bandiera) | A     | Dirk van der Ven     |
| 9  | Stati Uniti (bandiera) | A     | John van Buskirk     |
| 10 | Germania (bandiera)    | C     | Claus-Dieter Wollitz |
| 13 | Germania (bandiera)    | C     | Lars Müller          |
| 14 | Germania (bandiera)    | C     | Marcus Wedau         |
| 15 | Germania (bandiera)    | A     | Jörg Nowotny         |

| N. |                               | Ruolo | Calciatore         |
| -- | ----------------------------- | ----- | ------------------ |
| 16 | Russia (bandiera)             | C     | Artem Bezrodnyj    |
| 17 | Macedonia del Nord (bandiera) | C     | Mario Nacev        |
| 18 | Germania (bandiera)           | C     | Markus Staar       |
| 19 | Germania (bandiera)           | C     | Jörg Scherbe       |
| 20 | Grecia (bandiera)             | C     | Dīmītrīs Grammozīs |
| 21 | Germania (bandiera)           | C     | Oliver Straube     |
| 22 | Germania (bandiera)           | D     | Guido Schmitz      |
| 25 | Germania (bandiera)           | P     | Achim Hollerieth   |
| 26 | Polonia (bandiera)            | C     | Tomasz Kakala      |
| 27 | Polonia (bandiera)            | A     | Mirosław Spizak    |
| 28 | Rep. Ceca (bandiera)          | A     | Radek Onderka      |

## Organigramma societario
Area tecnica
- Allenatore: Jürgen Gelsdorf
- Allenatore in seconda: Michael Feichtenbeiner
- Preparatore dei portieri:
- Preparatori atletici:

## Calciomercato

### Sessione estiva
| Acquisti | Acquisti           | Acquisti                | Acquisti |
| R.       | Nome               | da                      | Modalità |
| -------- | ------------------ | ----------------------- | -------- |
| A        | Şenol İbişi        | Uerdingen 05 (juniores) |          |
| D        | Robert Nikolic     | RW Oberhausen           |          |
| D        | Jürgen Radschuweit | Fortuna Colonia         |          |
| A        | Mirosław Spizak    | Wisła Cracovia          |          |

| Cessioni | Cessioni         | Cessioni             | Cessioni |
| R.       | Nome             | a                    | Modalità |
| -------- | ---------------- | -------------------- | -------- |
| C        | Axel Jüptner     | Carl Zeiss Jena      |          |
| C        | Gerd Kühn        | RW Oberhausen        |          |
| D        | Andreas Golombek | LR Ahlen             |          |
| C        | Sven Lintjens    | Borussia M'gladbach  |          |
| C        | Ben Manga        | Alemannia Aquisgrana |          |
| C        | René Schmidt     | Zwickau              |          |

### Sessione invernale
| Acquisti | Acquisti         | Acquisti            | Acquisti |
| R.       | Nome             | da                  | Modalità |
| -------- | ---------------- | ------------------- | -------- |
| C        | Artem Bezrodnyj  | Bayer Leverkusen II |          |
| C        | Tomasz Kakala    | Straelen            |          |
| D        | Hasan Vural      | Hertha Berlino      |          |
| A        | Dirk van der Ven | LR Ahlen            |          |

| Cessioni | Cessioni       | Cessioni         | Cessioni |
| R.       | Nome           | a                | Modalità |
| -------- | -------------- | ---------------- | -------- |
| D        | Andrej Panadić | Amburgo          |          |
| A        | Shawn Petroski | Monaco 1860 II   |          |
| A        | Jess Thorup    | Wacker Innsbruck |          |

## Risultati

### 2. Bundesliga

#### Girone di andata
| Arbitro: | Zerr |

|                             |           |  |
| Wollitz 3’ (rig.) Wedau 26’ | Marcatori |  |

| Arbitro: | Schütz |

|             |           |             |
| Jančula 81’ | Marcatori | 65’ Panadić |

| Arbitro: | Dörr |

|                             |           |                     |
| Wollitz 1’ Bläker 7’ (aut.) | Marcatori | 36’ (rig.) Feinbier |

| Arbitro: | Wendorf |

|                  |           |                              |
| Beierle 41’, 78’ | Marcatori | 10’ Wedau 63’ (rig.) Wollitz |

| Arbitro: | Kammerer |

|                       |           |          |
| Nacev 36’ Onderka 41’ | Marcatori | 7’ Lazic |

| Norimberga 12 settembre 1997, ore 19:00 CEST 6ª giornata | Norimberga | 0 – 0 referto | Uerdingen 05 | Frankenstadion (19 200 spett.)\| Arbitro: \| Schößling \| |
| Arbitro:                                                 | Schößling  |               |              |                                                           |

| Arbitro: | Byernetzky |

|            |           |  |
| Müller 48’ | Marcatori |  |

| Arbitro: | Neis |

|                      |           |             |
| Bittencourt 70’, 89’ | Marcatori | 76’ Nowotny |

| Arbitro: | Fleischer |

|                             |           |  |
| van Buskirk 67’ Wollitz 90’ | Marcatori |  |

| Arbitro: | Müller |

|  |           |                 |
|  | Marcatori | 72’ van Buskirk |

| Arbitro: | Hauer |

|               |           |             |
| Weidemann 48’ | Marcatori | 79’ Wollitz |

| Arbitro: | Frey |

|                                    |           |  |
| van Buskirk 25’ Wollitz 76’ (rig.) | Marcatori |  |

| Arbitro: | Berg |

|                        |           |  |
| Zeiler 36’ Rraklli 72’ | Marcatori |  |

| Arbitro: | Weiner |

|                           |           |  |
| Wollitz 16’ Grammozīs 40’ | Marcatori |  |

| Amburgo 28 novembre 1997, ore 19:00 CET 15ª giornata | St. Pauli | 0 – 0 referto | Uerdingen 05 | Millerntor-Stadion (15 012 spett.)\| Arbitro: \| Hufgard \| |
| Arbitro:                                             | Hufgard   |               |              |                                                             |

| Arbitro: | Sippel |

|  |           |             |
|  | Marcatori | 85’ Demandt |

| Arbitro: | Friedrichs |

|            |           |  |
| Günther 4’ | Marcatori |  |

#### Girone di ritorno
| Arbitro: | Lange |

|                       |           |                            |
| Krieg 52’, 66’ (rig.) | Marcatori | 31’ Müller 54’ van der Ven |

| Arbitro: | Wezel |

|  |           |            |
|  | Marcatori | 8’ Leśniak |

| Arbitro: | Hufgard |

|  |           |                 |
|  | Marcatori | 32’ van Buskirk |

| Arbitro: | Müller |

|  |           |                |
|  | Marcatori | 8’, 67’ Kevric |

| Arbitro: | Wack |

|  |           |                                      |
|  | Marcatori | 13’ Wiesinger 74’ Richter 85’ Ziemer |

| Arbitro: | Weiner |

|                      |           |                             |
| Zöphel 70’ Labak 88’ | Marcatori | 14’ Scherbe 74’ van der Ven |

| Friburgo in Brisgovia 30 marzo 1998, ore 19:30 CEST 24ª giornata | Friburgo    | 0 – 0 referto | Uerdingen 05 | Dreisamstadion (17 800 spett.)\| Arbitro: \| Blumenstein \| |
| Arbitro:                                                         | Blumenstein |               |              |                                                             |

| Arbitro: | Hauer |

|  |           |          |
|  | Marcatori | 8’ Fuchs |

| Arbitro: | Kammerer |

|  |           |                                      |
|  | Marcatori | 47’ Wedau 67’ van der Ven 85’ Spizak |

| Arbitro: | Schößling |

|  |           |                  |
|  | Marcatori | 79’ Westerthaler |

| Arbitro: | Albrecht |

|  |           |                                               |
|  | Marcatori | 29’ (rig.) Meyer 59’ Wagner 82’ (aut.) Grauer |

| Arbitro: | Aust |

|                          |           |                            |
| Stendel 74’ Ivanović 90’ | Marcatori | 59’ Grauer 74’, 87’ Spizak |

| Arbitro: | Hilmes |

|                            |           |                             |
| van der Ven 66’ Spizak 81’ | Marcatori | 54’ Zimmermann 86’ Vladimir |

| Arbitro: | Wendorf |

|                                        |           |             |
| Felgenhauer 17’ Škarabela 33’ Türr 72’ | Marcatori | 62’ Wollitz |

| Arbitro: | Friedrichs |

|  |           |                 |
|  | Marcatori | 20’, 56’ Scherz |

| Arbitro: | Fleischer |

|                                   |           |             |
| Herzberger 67’ Demandt 85’ (rig.) | Marcatori | 16’ Scherbe |

| Arbitro: | Kammerer |

|                             |           |                      |
| van Buskirk 15’ Wollitz 48’ | Marcatori | 49’ Schmidt 60’ Klee |

### Coppa di Germania
| Arbitro: | Kinhöfer |

|  |           |                        |
|  | Marcatori | 38’ Grauer 83’ Wollitz |

| Arbitro: | Hufgard |

|               |           |                                             |
| Policella 21’ | Marcatori | 18’ Onderka 29’ Müller 45’ Nacev 82’ Spizak |

| Arbitro: | Zerr |

|  |           |                         |
|  | Marcatori | 12’ Wollitz 90’ Nikolic |

| Arbitro: | Fröhlich |

|  |           |                                         |
|  | Marcatori | 19’ Akpoborie 52’, 53’ Bobic 90’ Hagner |

## Statistiche

### Statistiche di squadra
| Competizione      | Punti | In casa | In casa | In casa | In casa | In casa | In casa | In trasferta | In trasferta | In trasferta | In trasferta | In trasferta | In trasferta | Totale | Totale | Totale | Totale | Totale | Totale | DR |
| Competizione      | Punti | G       | V       | N       | P       | Gf      | Gs      | G            | V            | N            | P            | Gf           | Gs           | G      | V      | N      | P      | Gf     | Gs     | DR |
| ----------------- | ----- | ------- | ------- | ------- | ------- | ------- | ------- | ------------ | ------------ | ------------ | ------------ | ------------ | ------------ | ------ | ------ | ------ | ------ | ------ | ------ | -- |
| 2. Bundesliga     | 43    | 17      | 7       | 2       | 8       | 17      | 20      | 17           | 4            | 8            | 5            | 19           | 20           | 34     | 11     | 10     | 13     | 36     | 40     | -4 |
| Coppa di Germania | -     | 1       | 0       | 0       | 1       | 0       | 4       | 3            | 3            | 0            | 0            | 8            | 1            | 4      | 3      | 0      | 1      | 8      | 5      | +3 |
| Totale            | 43    | 18      | 7       | 2       | 9       | 17      | 24      | 20           | 7            | 8            | 5            | 27           | 21           | 38     | 14     | 10     | 14     | 44     | 45     | -1 |

### Andamento in campionato
| Giornata  | 1 | 2 | 3 | 4 | 5 | 6 | 7 | 8 | 9 | 10 | 11 | 12 | 13 | 14 | 15 | 16 | 17 | 18 | 19 | 20 | 21 | 22 | 23 | 24 | 25 | 26 | 27 | 28 | 29 | 30 | 31 | 32 | 33 | 34 |
| --------- | - | - | - | - | - | - | - | - | - | -- | -- | -- | -- | -- | -- | -- | -- | -- | -- | -- | -- | -- | -- | -- | -- | -- | -- | -- | -- | -- | -- | -- | -- | -- |
| Luogo     | C | T | C | T | C | T | C | T | C | T  | T  | C  | T  | C  | T  | C  | T  | T  | C  | T  | C  | C  | T  | T  | C  | T  | C  | C  | T  | C  | T  | C  | T  | C  |
| Risultato | V | N | V | N | V | N | V | P | V | V  | N  | V  | P  | V  | N  | P  | P  | N  | P  | V  | P  | P  | N  | N  | P  | V  | P  | P  | V  | N  | P  | P  | P  | N  |
| Posizione | 3 | 5 | 3 | 3 | 3 | 3 | 2 | 3 | 2 | 1  | 1  | 1  | 1  | 1  | 2  | 3  | 4  | 4  | 5  | 4  | 5  | 5  | 6  | 6  | 7  | 5  | 6  | 8  | 7  | 7  | 10 | 11 | 12 | 13 |

Legenda:

Luogo: C = Casa; T = Trasferta. Risultato: V = Vittoria; N = Pareggio; P = Sconfitta.

### Statistiche dei giocatori
| Giocatore      | 2. Bundesliga | 2. Bundesliga | 2. Bundesliga | 2. Bundesliga | Coppa di Germania | Coppa di Germania | Coppa di Germania | Coppa di Germania | Totale   | Totale | Totale      | Totale     |
| Giocatore      | Presenze      | Reti          | Ammonizioni   | Espulsioni    | Presenze          | Reti              | Ammonizioni       | Espulsioni        | Presenze | Reti   | Ammonizioni | Espulsioni |
| -------------- | ------------- | ------------- | ------------- | ------------- | ----------------- | ----------------- | ----------------- | ----------------- | -------- | ------ | ----------- | ---------- |
| A. Bade        | 33            | 0             | 0             | 0             | 4                 | 0                 | 0                 | 0                 | 37       | 0      | 0           | 0          |
| A. Bezrodny    | 0             | 0             | 0             | 0             | 0                 | 0                 | 0                 | 0                 | 0        | 0      | 0           | 0          |
| D. Grammozīs   | 24            | 1             | 7             | 1             | 1                 | 0                 | 0                 | 0                 | 25       | 1      | 7           | 1          |
| U. Grauer      | 33            | 1             | 7             | 0             | 3                 | 1                 | 1                 | 0                 | 36       | 2      | 8           | 0          |
| A. Hollerieth  | 1             | 0             | 0             | 0             | 0                 | 0                 | 0                 | 0                 | 1        | 0      | 0           | 0          |
| A. Jüptner     | 2             | 0             | 0             | 0             | 1                 | 0                 | 0                 | 0                 | 3        | 0      | 0           | 0          |
| T. Kakala      | 5             | 0             | 0             | 0             | 0                 | 0                 | 0                 | 0                 | 5        | 0      | 0           | 0          |
| G. Kühn        | 3             | 0             | 0             | 0             | 0                 | 0                 | 0                 | 0                 | 3        | 0      | 0           | 0          |
| R. Middleby    | 16            | 0             | 1             | 0             | 3                 | 0                 | 0                 | 0                 | 19       | 0      | 1           | 0          |
| L. Müller      | 20            | 2             | 1             | 0             | 4                 | 1                 | 0                 | 0                 | 24       | 3      | 1           | 0          |
| M. Nacev       | 27            | 1             | 5             | 1             | 4                 | 1                 | 0                 | 0                 | 31       | 2      | 5           | 1          |
| R. Nikolic     | 32            | 0             | 10            | 0             | 4                 | 1                 | 3                 | 0                 | 36       | 1      | 13          | 0          |
| J. Nowotny     | 13            | 1             | 1             | 0             | 2                 | 0                 | 0                 | 0                 | 15       | 1      | 1           | 0          |
| R. Onderka     | 17            | 1             | 0             | 0             | 2                 | 1                 | 1                 | 0                 | 19       | 2      | 1           | 0          |
| A. Panadić     | 14            | 1             | 1             | 1             | 2                 | 0                 | 0                 | 0                 | 16       | 1      | 1           | 1          |
| S. Petroski    | 1             | 0             | 0             | 0             | 0                 | 0                 | 0                 | 0                 | 1        | 0      | 0           | 0          |
| J. Radschuweit | 29            | 0             | 7             | 0             | 3                 | 0                 | 0                 | 0                 | 32       | 0      | 7           | 0          |
| J. Scherbe     | 21            | 2             | 1             | 0             | 0                 | 0                 | 0                 | 0                 | 21       | 2      | 1           | 0          |
| G. Schmitz     | 18            | 0             | 3             | 0             | 3                 | 0                 | 1                 | 0                 | 21       | 0      | 4           | 0          |
| M. Spizak      | 19            | 4             | 1             | 0             | 3                 | 1                 | 1                 | 0                 | 22       | 5      | 2           | 0          |
| M. Staar       | 0             | 0             | 0             | 0             | 1                 | 0                 | 0                 | 0                 | 1        | 0      | 0           | 0          |
| O. Straube     | 18            | 0             | 1             | 0             | 0                 | 0                 | 0                 | 0                 | 18       | 0      | 1           | 0          |
| J. Thorup      | 10            | 0             | 0             | 0             | 1                 | 0                 | 0                 | 0                 | 11       | 0      | 0           | 0          |
| H. Vural       | 12            | 0             | 1             | 1             | 0                 | 0                 | 0                 | 0                 | 12       | 0      | 1           | 1          |
| M. Wedau       | 28            | 3             | 6             | 0             | 4                 | 0                 | 0                 | 0                 | 32       | 3      | 6           | 0          |
| C. Wollitz     | 28            | 9             | 4             | 1             | 4                 | 2                 | 0                 | 0                 | 32       | 11     | 4           | 1          |
| J. van Buskirk | 32            | 5             | 5             | 0             | 4                 | 0                 | 0                 | 0                 | 36       | 5      | 5           | 0          |
| D. van der Ven | 17            | 4             | 2             | 0             | 1                 | 0                 | 0                 | 0                 | 18       | 4      | 2           | 0          |
| Ş. İbişi       | 0             | 0             | 0             | 0             | 0                 | 0                 | 0                 | 0                 | 0        | 0      | 0           | 0          |